# Georgia en los Juegos Olímpicos de Salt Lake City 2002
Georgia estuvo representada en los Juegos Olímpicos de Salt Lake City 2002 por un total de 4 deportistas que compitieron en 3 deportes.  
La portadora de la bandera en la ceremonia de apertura fue la esquiadora alpina Sofia Ajmeteli. El equipo olímpico georgiano no obtuvo ninguna medalla en estos Juegos.